# 宮原氏義
宮原 氏義（みやはら うじよし、延宝7年（1679年） − 正徳5年10月25日（1715年11月20日））は、江戸時代中期の高家旗本。旗本・杉浦政令（すぎうら まさのり）の五男。生母は宮原義辰の娘。兄弟に恒隆、勝照、典治、祖恩荊峯、正奉ら。はじめは杉浦一之と呼ばれた。母方の伯父（義辰の嫡男）である宮原義真の養子。通称は伝十郎、主膳。官位は従四位下・侍従・刑部大輔、長門守、和泉守。
元禄3年（1690年）12月12日、養父の死去により家督を相続する。元禄4年（1691年）6月11日、将軍徳川綱吉に御目見する。元禄14年（1701年）9月21日、高家職に就任し、従五位下・侍従・長門守に叙任する。後に従四位下に昇進する。また、和泉守、刑部大輔に改める。宝永6年（1709年）12月15日、御側高家に転任する。正徳5年（1715年）10月25日死去、37歳。
正妻は水谷勝阜の娘。子女に長男義汨ら1男1女あり。